# Gerhard Kittel
Gerhard Kittel (23 de setembre de 1888, Breslau - 11 de juliol de 1948, Tübingen) fou un teòleg protestant alemany del Nou Testament.

## Biografia
Kittel fou fill de Rudolf Kittel, professor de l'Antic Testament que era un expert del judaisme de l'època de l'Antic Testament i rector de la Universitat de Leipzig des del 1917 fins al 1919. Va assistir al König Albert-Gymnasium a Leipzig del 1907 al 1912, on estudià llengües orientals i teologia. Posteriorment va estudiar a Tübingen, Berlín i a Halle. Va rebre el doctorat a la Universitat de Kiel el 1913.
Durant la Primera Guerra Mundial Kittel va servir com a capellà de la marina alemanya. El 1917 impartí classes a Leipzig fins al 1921, any en què es va fer professor. El 1921 fou cridat al professorat del Nou Testament a Greifswald, on es quedà fins al 1926. Després va assumir la càtedra d'Adolf Schalatter a Tübingen. A Tübingen realitzà diverses investigacions i publicà articles que compararen la història i religió del judaisme antic i el cristianisme naixent a Palestina. Aleshores expressà que no li interessaven tant les qüestions racials i polítiques sinó les de la relació entre Israel, el judaisme i el cristianisme. El 1933 assumí la redacció del Diccionari Teològic del Nou Testament que abans estava a càrrec de Hermann Cremer i Julius Kögel.
Va fer-se membre del partit nazi el maig del 1933, any en què el partit prengué el poder del govern. En publicar el seu article La qüestió dels jueus el 1933, Kittel s'involucrà amb la política nazi d'excloure el poble jueu malgrat el desacord vocal de líders jueus com Martin Buber i els líders cristians com Ernst Lohmeyer.
El 1935 Kittel ajudà a fundar l'Institut del Govern per a la Història de la Nova Alemanya, la institució suposadament científica a càrrec de la justificació de les polítiques antisemites del règim nazi. Col·laborador actiu amb la divisió a càrrec de la qüestió jueva, la Institució per a la Investigació de la Qüestió Jueva. Des de la tardor del 1939 fins a l'abril del 1943 fou l'encarregat del departament de teologia de la Universitat de Viena.
Hermann Sasse, professor de teologia a Erlangen, caracteritzà Kittel i les seves obres en una nota dirigida al bisbe de Bravària, Hans Meiser, el 1944 amb les paraules següents: «Com a col·laborador amb el seu diccionari durant més d'un any, vaig arribar a la conclusió que Kittel és un dels homes de negocis teològics més adeptes de la nostra època. Els seus pactes amb els Cristians Alemanys en tot aspecte ha estat un repte difícil per a nosaltres. Aquest discurs documenta la seva activitat en l'Institut per a la Història de la Nova Alemanya i ha servit com a apuntalament científic per a la política actual envers els jueus. Per tant, Kittel ha promogut aquestes polítiques i, en fer-ho, ha compromès la teologia evangèlica en fer-la parcialment responsable per elles».
Kittel fou detingut per l'exèrcit francès de l'ocupació el 3 de maig del 1945 i empresonat durant disset mesos, primer al castell de Tübingen i després al campament de detenció a Balingen.
Erudits francesos i estatunidencs, preocupats per la redacció incompleta del Diccionari Teològic del Nou Testament, varen sol·licitar al govern militar francès de la regió que l'alliberessin per poder continuar el seu treball.
El 1946 el donaren d'alta amb restriccions de moviment. Aconseguí feina en una biblioteca del monestir de Beuron i va atendre una petita congregació de luterans del mateix poble com a pastor. Posteriorment els francesos aixecaren les restriccions de moviment, facilitant la seva tornada a Tübingen per viure-hi amb la seva dona. Allà va morir l'11 de juliol del 1948, poc abans dels Spruchkammerverfahren, judicis laics celebrats durant la desnazificació d'Alemanya.

## Treball literari
- Die Oden Salomos. Überarbeitet oder einheitlich?; Diss. Kiel 1913; 1914
- Jesus als Seelsorger, 1917
- Rabbinica; Leipzig: Hinrichs, 1920
- Das Religionslehrer-Seminar in Leipzig. Aufbau und Ziele im Auftrag des Christl. Volksdienstes dargestellt; Berlin: Reuther & Reichard, 1921
- Die religiöse und die kirchliche Lage in Deutschland. Dörffling & Franke, Leipzig 1921
- Seelsorge an jungen Mädchen, 1925
- Urchristentum-Spätjudentum-Hellenismus; Akademische Antrittsvorlesung vom 28. Oktober 1926 in Tübingen; Stuttgart: Kohlhammer, 1926
- Jesus und die Juden; Berlin: Furche, 1926
- Die Probleme des palästinischen Spätjudentums u. das Urchristentum, 1926
- Die Judenfrage, 1933
- Kirche und Judenchristen, 1933
- Ein theologischer Briefwechsel (conh Karl Barth), 1934
- Christus und Imperator. Das Urteil der Ersten Christenheit über den Staat, 1939
- Die historischen Voraussetzungen der jüdischen Rassenmischung, 1939
- Dichter, Bibel und Bibelrevision, 1939
- Zus. mit Eugen Fischer: Das antike Weltjudentum. Tatsachen, Texte, Bilder; Forschungen zur Judenfrage des "Reichsinstituts zur Geschichte des Neuen Deutschlands von Walter Frank, Forschungsabteilung Judenfrage, Band 7; Hamburg: Hanseatische Verlagsanstalt, 1943
- Meine Verteidigung. Neue, erweiterte Niederschrift, 1946
- Der Jakobusbrief und die Apostolischen Väter. Aus dem Nachlaß veröffentlicht von Karl Heinrich Rengstorf; in: ZNW 43 (1950/51), S. 54-112